# IC 416
IC 416 ist eine Balken-Spiralgalaxie vom Hubble-Typ SBc im Sternbild Hase am Südsternhimmel. Sie ist schätzungsweise 136 Millionen Lichtjahre von der Milchstraße entfernt und hat einen Durchmesser von etwa 55.000 Lj. 
Das Objekt wurde am 18. Februar 1893 von dem französischen Astronomen Stéphane Javelle entdeckt.